# 니시아리타촌 (오이타현)
니시아리타촌(西有田村)은 오이타현 히타군에 있던 촌이다. 현재의 히타시에 해당한다.

## 역사
- 1901년 11월 1일 - 마메타정, 구마정이 합병해 니시아리타촌이 성립하였다.
- 1940년 12월 11일 - 히타정, 미요시촌, 데루오카촌, 다카세촌, 아사히촌, 미하나촌과 합병해 히타시가 성립하여, 동일 니시아리타은 폐지되었다.

## 참고문헌
- 角川日本地名大辞典 44 大分県
- 『市町村名変遷辞典』東京堂出版、1990年。